# 卡罗琳·范德普拉斯
卡罗琳·安·玛丽亚·范德普拉斯（荷蘭語：Caroline Ann Maria van der Plas，發音：[ˈkɛrəlɑin vɑn dər ˈplɑs]；1967年6月6日—）是荷兰记者和政治人物，自2021年以来一直担任荷兰國會二院议员。她曾是基督教民主呼籲（CDA）党员，于2019年退出该党，是农民-公民运动（BBB）的创始人和现任领导人。